# دالگونا
دالگونا (달고나) یا بوگی (뽑기) یک آبنبات کره‌ای است که با شکر ذوب شده و جوش شیرین تهیه می‌شود. این یک اسنک خیابانی معروف در دهه‌های ۱۹۷۰ و ۱۹۸۰ بود و هنوز هم به عنوان یک خوراک رترو خورده می‌شود. دالگونا در اصل یک اصطلاح ویژه برای آبنبات‌های گران‌قیمتی بود که از گلوکز استفاده می‌کردند و از قالب استفاده نمی‌کردند، در حالیکه بوگی در اصل آبنبات‌هایی بودند که از شکر استفاده می‌کردند و در نتیجه به راحتی می‌توانند شکل قالب‌هایی مانند دایره و ستاره را به خود بگیرند. به دلیل مشکلات دالگونا برای شکل‌پذیر بودن، کلمهٔ دالگونا به همان خوراک بوگی اشاره دارد.
دالگونا یکی از عناصر مهم مجموعهٔ نتفلیکس، بازی مرکب، بود و یک نسخهٔ مرگبار از چالش دالگونا در دومین بازی این مجموعه بازی شد. موفقیت این مجموعه منجر به احیای محبوبیت این آبنبات در کره جنوبی و دوبرابر شدن فروش فروشندگان خیابانی شد. همچنین مردم به رسانه‌های اجتماعی روی آورده‌اند تا به عنوان یک چالش، آبنبات‌های خود را در خانه درست کنند.

## نگارخانه

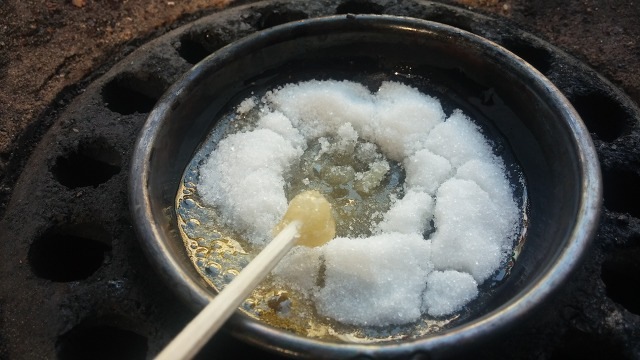
تهیهٔ دالگونا بر روی یون‌تان (زغال بریکت)
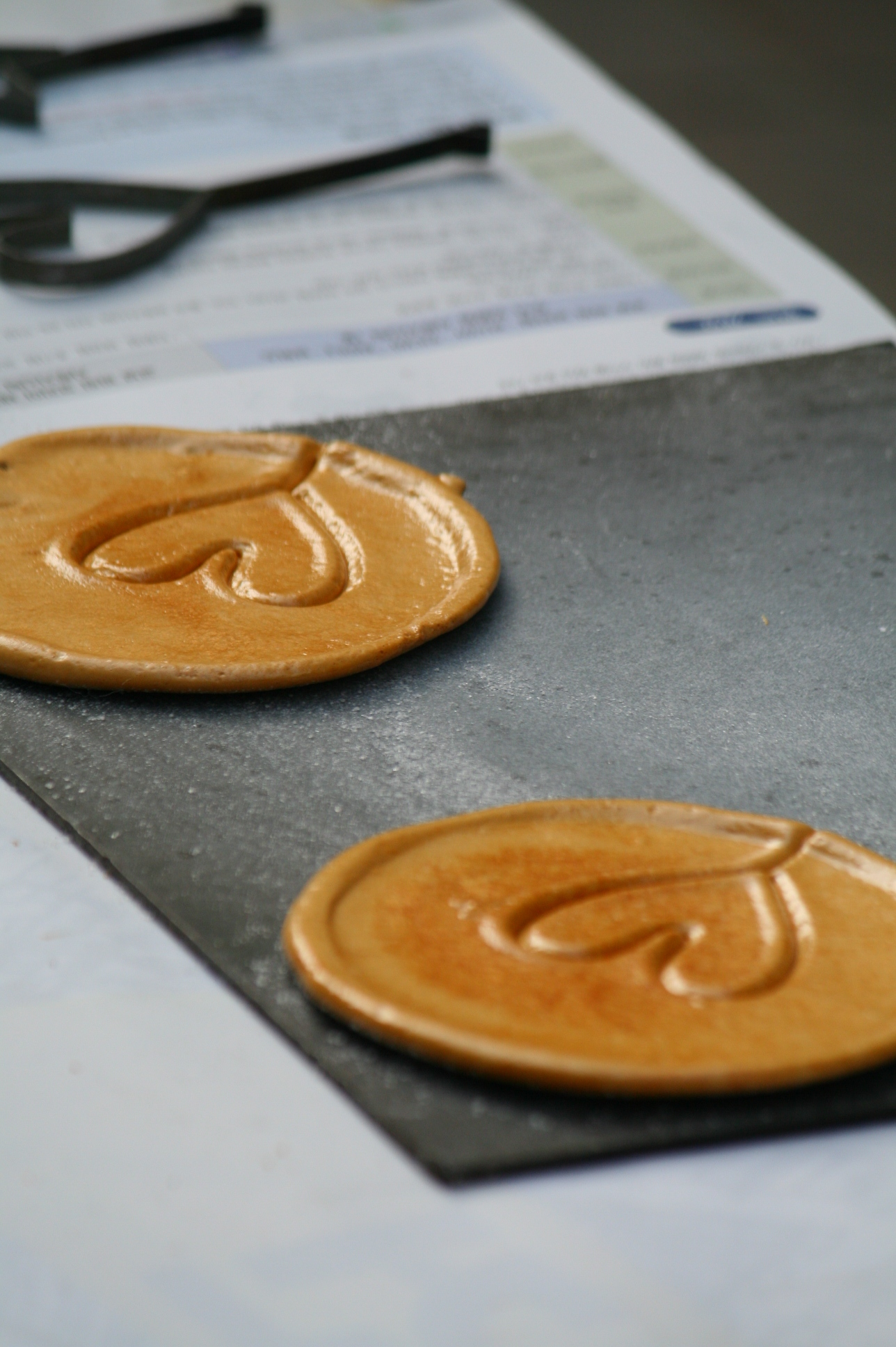
دالگونا
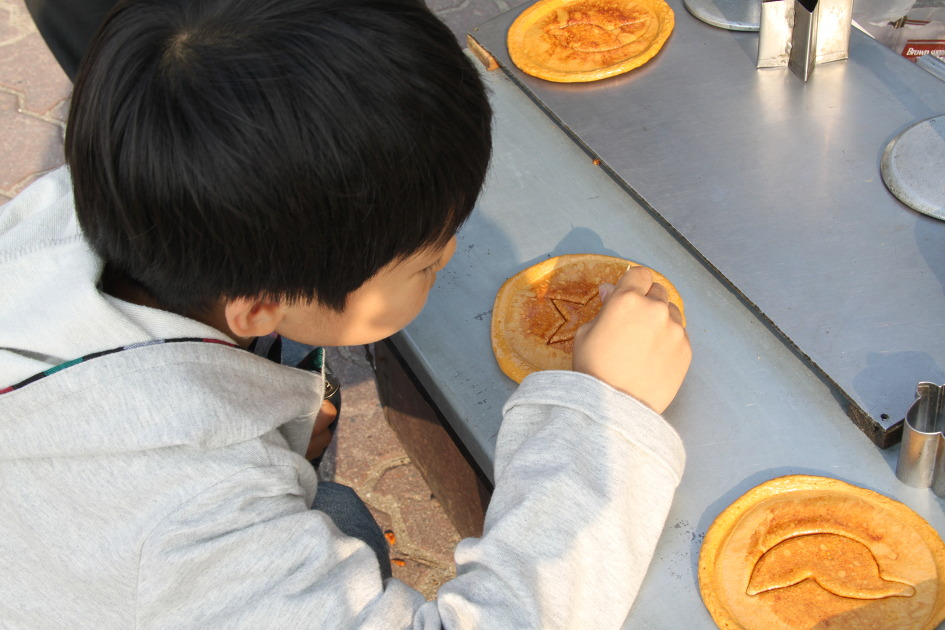
کودکی که سعی می‌کند شکلی را از دالگونا بیرون بیاورد
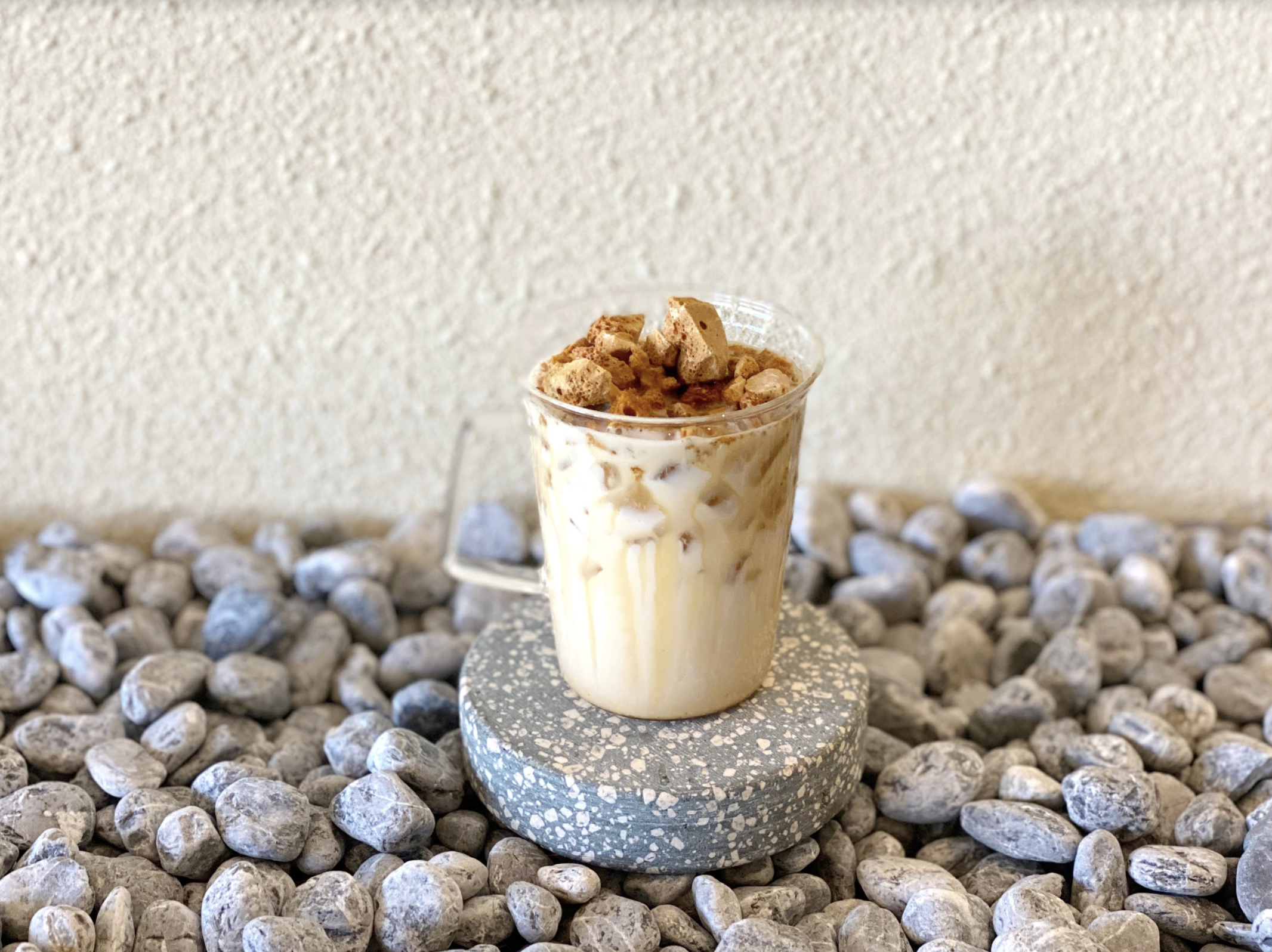
کرم قهوه با طعم دالگونا بر روی آیس تی در یک کافهٔ مدرن در سئول
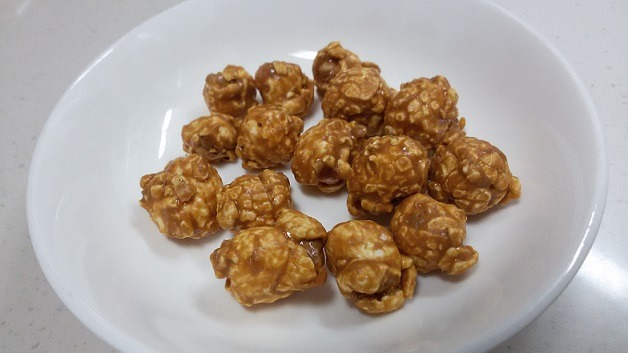
پاپ‌کورن با طعم دالگونا